# Thomas Hänscheid
Thomas Hänscheid (* 30. September 1964 in Eitorf) ist ein deutscher Mediziner. Er lehrt seit 2001 am Institut für Mikrobiologie der Universität Lissabon.

## Leben
Hänscheid macht das Abitur 1984 am Siegtal-Gymnasium in Eitorf und studierte dann Humanmedizin in Bonn und Frankfurt am Main, das er mit einer Dissertation im Bereich der Infektiologie/ Mikrobiologie abschloss.
Er arbeitete acht Jahre in Großbritannien als Internist und beschäftigte sich mit Infektionskrankheiten wie Tuberkulose und HIV. 1998 ging er nach Lissabon. Er war dann bis 2010 am Hospital de Santa Maria tätig und spezialisierte sich auf klinische Pathologie mit Schwerpunkt auf der Mikrobiologie.

## Forschungsschwerpunkte
Seine Forschungsinteressen sind die Entwicklung neuer diagnostischer Tests für Malaria, Schistosomiase und bakterielle Erkrankungen auf der Grundlage kostengünstiger Fluoreszenzmikroskopie und Bild- und Durchflusszytometrie sowie die immunpathogenetische Rolle des Malariapigments. Er befasste sich auch mit Wechselwirkungen von Krankheitserregern, insbesondere Malaria mit Tuberkulose, nichttyphoiden Salmonellen oder anderen Krankheitserregern der Atemwege.
Er arbeitet eng mit der medizinischen Forschungseinheit des Albert-Schweitzer-Spital in Lambaréné (Gabun) zusammen, die sich auf klinische Forschungen an Malaria und Tuberkulose konzentriert.